# Mineiro (Fußballspieler, 1975)
Mineiro, bürgerlich Carlos Luciano da Silva (* 2. August 1975 in Porto Alegre), ist ein ehemaliger brasilianischer Fußballspieler. Seine bevorzugte Position war das defensive Mittelfeld.

## Karriere

### Verein
Mineiro begann seine Karriere beim Rio Branco EC in Americana (São Paulo), wo er ab 1994 zum Profikader gehörte. Im Juli 1997 wechselte er nach Campinas zum Guarani FC, verließ den Verein jedoch nach nur einem halben Jahr wieder und spielte von nun an für AA Ponte Preta in derselben Stadt. Nach vier Jahren wechselte er im Januar 2003 zum São Paulo-Vorortsverein AD São Caetano, mit der er 2004 die Staatsmeisterschaft von São Paulo gewann. Ab Januar 2005 spielte er für den FC São Paulo, mit dem er 2005 erneut die Staatsmeisterschaft von São Paulo sowie die Copa Libertadores und die Klub-Weltmeisterschaft gewann. Bei der Klub-Weltmeisterschaft schoss er im Finale gegen den FC Liverpool den Treffer zum 1:0. In der Saison 2006 gewann er mit dem FC São Paulo die brasilianische Meisterschaft.
Am 31. Januar 2007 wechselte er zu Hertha BSC, wo er am 3. Februar 2007 gegen den Hamburger SV in der Bundesliga debütierte. Er wurde eingewechselt und erzielte wenige Sekunden vor Schluss das Siegtor für Hertha. Nach Ablauf seines Vertrages bei Hertha war er zunächst bis Ende September 2008 vereinslos, unterschrieb dann aber einen Einjahresvertrag beim FC Chelsea. Mit dem FC Chelsea gewann er in der Saison 2008/09 den FA Cup.
Im August 2009 gab der FC Schalke 04 die Verpflichtung des Brasilianers bekannt. Mineiro erhielt einen Ein-Jahres-Vertrag bei den „Knappen“, der nach Ablauf nicht verlängert wurde. Im November 2010 hielt Mineiro sich beim Kreisligisten CSV SF Bochum-Linden fit.
Ende August 2011 stellte Mineiro sich im Probetraining bei Regionalligist TuS Koblenz vor und wurde für den Rest der Saison 2011/12 verpflichtet. Zunächst sollte Mineiro auch für die Saison 2012/2013 im Kader der TuS Koblenz stehen und als Ergänzungsspieler zur Verfügung stehen. Aber da Mineiro sich mehr auf seine neu gegründete Berateragentur konzentrieren wollte, entschied man sich dazu, Mineiro aus dem Kader zu streichen und keinen neuen Vertrag abzuschließen.
Gegen Ende der Saison 2013/14 spielte er nochmals kurzzeitig in der Westfalenliga beim TSV Marl-Hüls.

### Nationalmannschaft
Mineiro debütierte am 25. April 2001 beim Spiel gegen Peru in der brasilianischen Fußballnationalmannschaft. Er gehörte zum Kader Brasiliens für die Fußball-Weltmeisterschaft 2006 in Deutschland, kam dort jedoch nicht zum Einsatz. Er wurde als Ersatz für den verletzten Edmílson nachnominiert. Im Sommer 2007 gewann er mit Brasilien die Copa América. Dort stand er bei jedem Spiel in der Startaufstellung.

## Erfolge
Nationalmannschaft
- Copa América: 2007

FC São Paulo
- Copa Libertadores: 2005
- FIFA-Klub-Weltmeisterschaft: 2005
- Campeonato Brasileiro de Futebol: 2006

FC Chelsea
- FA Cup: 2008/09

## Privates
Seit 2012 ist Mineiro Inhaber einer Berateragentur für Sportler aus Südamerika. Besonders betreut er Fußballer auf dem Weg nach Europa.